# José Mazuelos Pérez

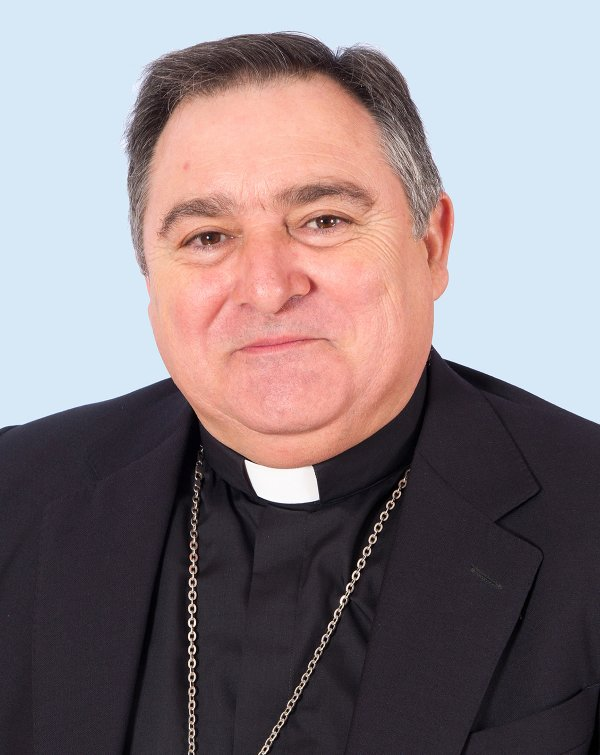
Bischof José Mazuelos Pérez (2016)

Wappen von José Mazuelos Pérez als Bischof von Jerez de la Frontera

José Mazuelos Pérez (* 9. Oktober 1960 in Osuna) ist ein spanischer Geistlicher und römisch-katholischer Bischof der Kanarischen Inseln.

## Leben
José Mazuelos Pérez studierte Medizin an der Universität Sevilla. Er erwarb im Juni 1983 ein Lizenziat im Fach Medizin. Anschließend praktizierte Mazuelos Pérez als Arzt in seiner Heimatstadt. Während seines Militärdienstes in der Spanischen Marine war José Mazuelos Pérez als Arzt im Militärkrankenhaus San Carlos de San Fernando in Cádiz tätig.
Im Oktober 1985 trat Mazuelos Pérez in das Priesterseminar des Erzbistums Sevilla ein und begann das Studium der Katholischen Theologie und Philosophie. Am 17. März 1990 empfing er durch Erzbischof Carlos Amigo Vallejo OFM das Sakrament der Priesterweihe für das Erzbistum Sevilla. José Mazuelos Pérez wurde Pfarrer der Pfarrei San Isidro Labrador del Priorato in Lora del Río.
Im September 1993 wurde er für weiterführende Studien nach Rom geschickt. 1995 erwarb Mazuelos Pérez an der Accademia Alfonsiana in Rom ein Lizenziat im Fach Moraltheologie. José Mazuelos Pérez wurde 1998 mit einer moraltheologischen Dissertation mit dem Titel „Posibilidad y significado de una bioética mediterránea. Estudio comparativo de los modelos bioéticos de D. Gracia y H.T. Engelhardt“ („Möglichkeit und Bedeutung einer mediterranen Bioethik. Vergleichende Studie der bioethischen Modelle von D. Grace und H.T. Engelhardt“) an der Päpstlichen Lateranuniversität zum Doktor der Theologie promoviert. Während seines Aufenthalts in Rom absolvierte Mazuelos Pérez zudem einen Kurs in Bioethik an der zur Medizinischen und Chirurgischen Fakultät der Università Cattolica del Sacro Cuore gehörenden Gemelli-Klinik. Zusätzlich war er als Seelsorger in der Pfarrei Santa Francesca Cabrini in Rom tätig.
Im Oktober 1998 wurde José Mazuelos Pérez Pfarrer der Pfarrei Santa María de las Nieves in Benacazón und stellvertretender Direktor des Zentrums für religiöse Hilfe an der Universität Sevilla. Er wurde im Oktober 2000 Direktor desselben Zentrums. Zudem wurde Mazuelos Pérez Delegat für die Hochschulseelsorge und Spiritual der Studentenverbindung der Universität Sevilla. Am 27. April 2002 wurde José Mazuelos Pérez Pönitentiar an der Kathedrale von Sevilla und Mitglied des Kollegiums der Konsultoren. Seit 1998 war Mazuelos Pérez zudem Professor für Moraltheologie am Theologischen Institut „San Juan de Ávila“ und am Höheren Institut für Theologie in Jerez de la Frontera. Außerdem war José Mazuelos Pérez Gastprofessor an der Theologischen Fakultät „San Dámaso“ in Madrid und an der Theologischen Fakultät „Redemptoris Mater“ in Callao, Peru.
Am 19. März 2009 ernannte ihn Papst Benedikt XVI. zum Bischof von Jerez de la Frontera. Der Erzbischof von Sevilla, Carlos Kardinal Amigo Vallejo OFM, spendete ihm am 6. Juni desselben Jahres die Bischofsweihe; Mitkonsekratoren waren der Apostolische Nuntius in Spanien, Erzbischof Manuel Monteiro de Castro, und der Militärerzbischof von Spanien, Juan del Río Martín.
Am 6. Juli 2020 ernannte ihn Papst Franziskus zum Bischof der Kanarischen Inseln. Er wurde am 2. Oktober desselben Jahres in sein Amt eingeführt.